# Merseburská zaklínadla

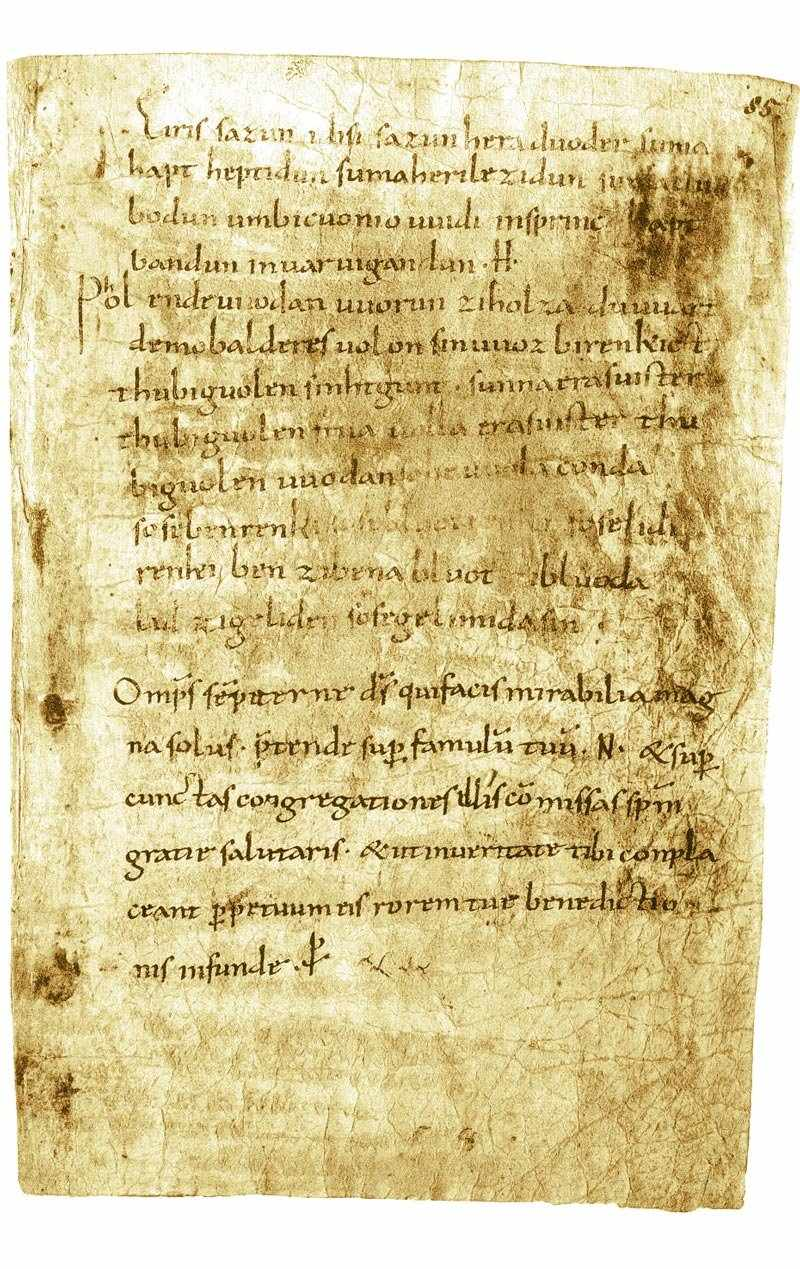
Rukopis zaklínadel (Merseburger Domstiftsbibliothek, Codex 136, f. 85r, 10th Cy.)

Merseburská zaklínadla jsou dvě zaříkávadla z 10. století složená ve starohornoněmčině. Dochovala na jedné ze stránek sakramentáře, vzniklého nejspíše v klášteře Fulda. Text, sepsaný v aliteračním rýmu, měl sloužit k osvobození vězňů a k léčbě vykloubení, byl nalezen v katedrální knihovně v Merseburgu v Sasku-Anhaltsku.

## Texty a překlad
Text prvního zaklínadla je následující:
Eiris sazun idisi, sazun hera duoder; 
suma hapt heptidun, suma heri lezidun, 
suma clubodun umbi cuoniouuidi: 
insprinc haptbandun, inuar uigandun!
Jednou se sesedly Dísy, sedly sem a tam a tam,
Jedny sepnuly pouta, jedny ochromily vojsko,
Jedny uvolnily posvátná pouta:
Unikni z pout, uteč nepřátelům!
Text druhého zaklínadla je následující:
Phol ende uuodan uuorun zi holza.
du uuart demo balderes uolon sin uuoz birenkit.
thu biguol en sinthgunt, sunna era suister;
thu biguol en friia, uolla era suister;
thu biguol en uuodan, so he uuola conda:
sose benrenki, sose bluotrenki, sose lidirenki:
ben zi bena, bluot si bluoda,
lid zi geliden, sose gelimida sin!
Phol a Wodan jeli do lesa.
Tu se stalo Baldrovu koni, že si vymknul nohu v kotníku.
Tu ho zařekla Sinthgunt a Sunna, její sestra.
Tu ho zařekla Frija a Volla, její sestra,
tu ho zařekl Wodan, který uměl uzdravovat,
jak vymknutí nohy, tak výron krve,
tak vykloubení údu:
kost ke kosti, krev ke krvi,
úd k údu, jako by byly slepené!
V textu se odkazuje na několik božstev, která mají známější protějšky v severské mytologii. Wodan odpovídá severskému Ódinovi, Friia Frigg, Volla Fulle, Sunna Sól. Balder je nejspíše německý protějšek severského Baldra, ale vzhledem k tomu že významem tohoto jména je „pán“, může také odkazovat an křesťanského Boha. Sinhtgunt, sestra sluneční bohyně Sunny, může být bohyně měsíce. Význam jména Phol je nejasný.